# Lluís Marsillach i Burbano
Lluís Marsillach i Burbano (Barcelona 15 de novembre de 1901 — 25 de juliol de 1970) fou un periodista i assagista català, fill d'Adolf Marsillach i Costa i de Lluïsa Burbano Llobet. Començà a treballar a Las Noticias i La Vanguardia, i després de la guerra civil espanyola va treballar durant molts anys a Solidaridad Nacional, òrgan del Movimiento Nacional. Va dirigir a Barcelona La Hoja del Lunes i des del 1964 fins a la seva mort fou redactor del Diario de Barcelona, on destacà pel seu criticisme directe una mica àcid. Va rebre el Premi Ciutat de Barcelona de Periodisme i el Premio Nacional de la Crítica. Va morir a l'Hospital de la Santa Creu i Sant Pau d'una hemorràgia a l'esòfag. És el pare d'Adolfo Marsillach i Soriano.